# 槟榔东海
槟榔东海，是马来西亚槟城州威北县东北部的一个村镇，南临姆达河，距甲抛峇底约10公里。该镇盛产蔬果与稻米，因此在民间被喻为“平地金马仑”。

## 教育

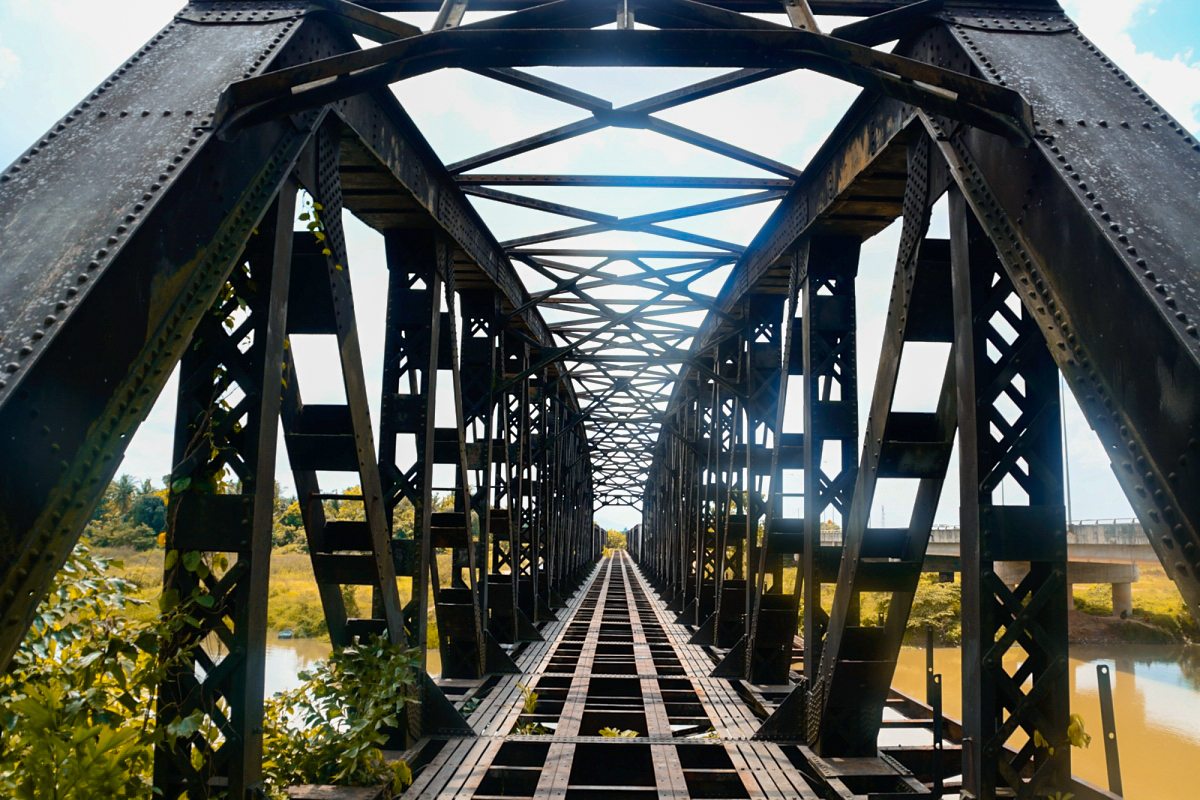
槟榔东海旧火车桥

### 学校[2]
- 槟榔东海振华华小
- 槟榔东海国小